# Fritz Albert Lipmann

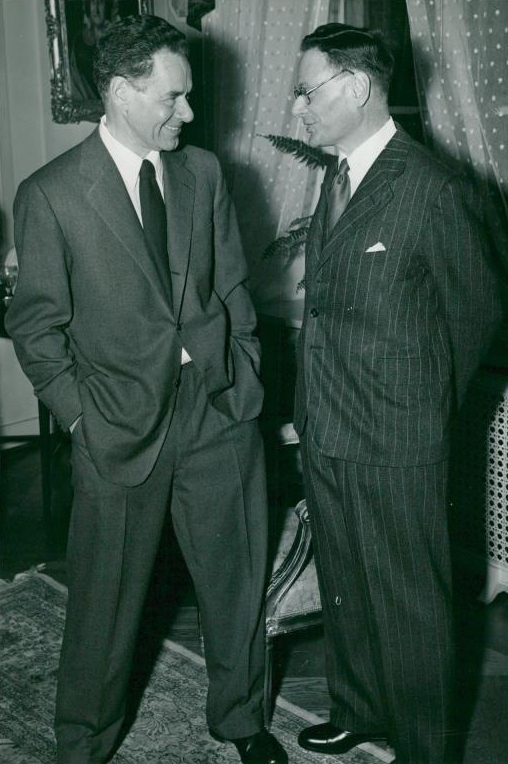
Lipmann e Krebs al conferimento del Premio Nobel per la medicina, 9 dicembre 1953

Fritz Albert Lipmann (Königsberg, 12 giugno 1899 – Poughkeepsie, 24 luglio 1986) è stato un biochimico tedesco naturalizzato statunitense, premio Nobel per la medicina nel 1953, insieme a Hans Adolf Krebs, per la scoperta del Coenzima A.

## Gioventù ed educazione
Lipmann nacque a Königsberg, all'epoca facente parte della Prussia, in una famiglia di origine ebrea da Leopold, avvocato, e Gertrud Lipmann (nata Lachmanski).
Studiò medicina nelle Università di Königsberg, di Berlino e di Monaco, laureandosi a Berlino nel 1924. Proseguì gli studi di chimica a Königsberg, sotto la guida del professor Hans Meerwein.
Nel 1926 si unì a Otto Fritz Meyerhof presso la Società Kaiser Wilhelm per l'Avanzamento delle Scienze a Dahlem (Berlino) per il suo dottorato, del quale discusse la tesi nel 1927. Successivamente seguì Meyerhof ad Heidelberg all'Istituto Kaiser Wilhelm per la ricerca medica.

## Carriera
Nel 1939 Lipmann si trasferì negli Stati Uniti. Fino al 1941 lavorò come ricercatore associato presso il Dipartimento di Biochimica alla Weill Cornell Medicine di New York ed in seguito, dapprima come ricercatore nel Dipartimento di Chirurgia al Massachusetts General Hospital di Boston, e poi dirigendo un proprio gruppo di ricerca biochimica all'interno dell'ospedale.
Dal 1949 al 1957 fu professore di biochimica alla Harvard Medical School e dal 1957 continuò l'attività di insegnamento e ricerca alla Rockefeller University di New York.
Nel 1953 ricevette il Premio Nobel per la medicina "per la scoperta del Coenzima A e la sua importanza nel metabolismo" insieme a Hans Adolf Krebs.
Nel 1966 fu insignito della National Medal of Science, proseguendo gli studi alla ricerca di una molecola variante del Coenzima A, oggi nota come Pantetina. Fu eletto membro della American Academy of Arts and Sciences, della National Academy of Sciences e della American Philosophical Society.
Lipmann introdusse il simbolo ~ per indicare il fosfato ad alto contenuto energetico in biomolecole ricche di energia come l'ATP nel suo saggio "Metabolic Generation and Utilization of Phosphate Bond Energy"; di questo articolo disse "che nel campo della biosintesi abbiamo un raro esempio di progresso che porta alla semplificazione".

## Vita privata
Nel 1931 sposò Elfreda M. Hall, dalla quale ebbe un figlio, Steven.
Morì a Poughkeepsie nel 1986, sua moglie morì nel 2008 all'età di 101 anni.